# Pont suspendu de Conwy
Pour les articles homonymes, voir Conwy.
Le Pont suspendu de Conwy est l'un des premiers ponts suspendus routiers du monde. Situé dans la ville de Conwy, comté de Caernarfonshire, Pays de Galles, il est aujourd'hui réservé aux piétons. Il fait partie du patrimoine culturel britannique. 

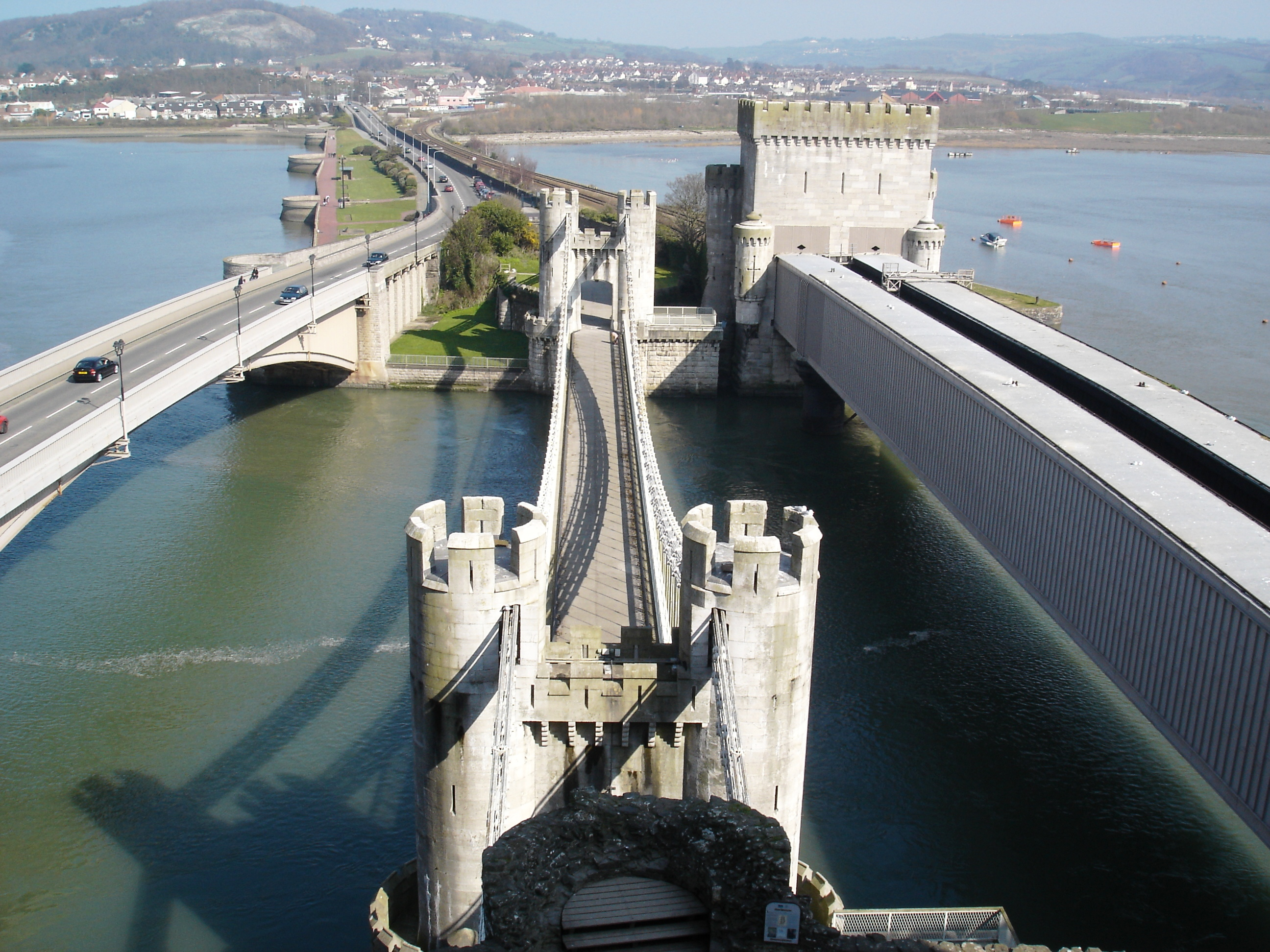
Les trois ponts de Conwy : le pont moderne, le pont suspendu de Telford et le pont tubulaire de Stephenson.

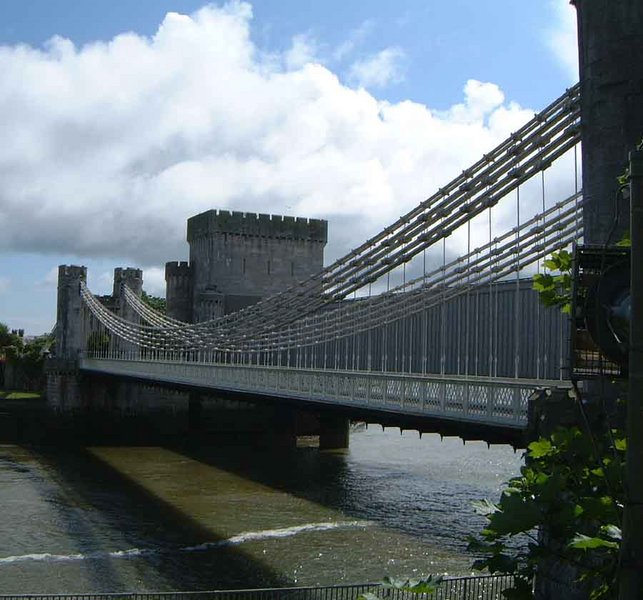
Le pont suspendu de Telford, à Conwy.

## Le pont de Telford
Le pont de l'ingénieur Thomas Telford est un des grands ponts historiques de la révolution industrielle. Sa suspension est constituée de chaînes de fer forgé. 
Il franchit le fleuve Conwy près de son embouchure, à proximité du splendide château fort médiéval de Conwy (Conwy Castle), inscrit sur la liste du patrimoine mondial de l'Unesco. Achevé en 1826, il remplaça un bac implanté au même endroit. 

## Un site exceptionnel
Telford eut l'idée d'harmoniser les tours soutenant la suspension du pont avec le style des tours crénelées du château voisin.
Le pont suspendu est situé juste à côté du pont ferroviaire de Robert Stephenson, autre monument de l'archéologie industrielle (1848).
La traversée de la rivière Conwy a toujours posé problème. Outre un troisième pont routier moderne situé juste en aval, un tunnel sous-fluvial permet aujourd'hui le passage de l'autoroute A55.